# Martin Krumbholz
Martin Krumbholz (* 1954 in Wuppertal-Elberfeld) ist ein deutscher Literaturwissenschaftler und Journalist.

## Leben
Aufgewachsen in Wuppertal-Elberfeld, studierte Krumbholz in Bochum und München Literatur- und Theaterwissenschaften. Er promovierte 1978 in München mit einer Arbeit über „Ironie im zeitgenössischen Ich-Roman“. Nach einer mehrjährigen Tätigkeit an verschiedenen Theatern (u. a. Badisches Staatstheater Karlsruhe und bei den Freilichtspielen Schwäbisch Hall) arbeitet er als Literatur- und Theaterkritiker unter anderem für Die Zeit, die Neue Zürcher Zeitung (NZZ) die Süddeutsche Zeitung (SZ), Theater heute sowie für Bayerischer Rundfunk (BR), Südwestrundfunk (SWR) und den Deutschlandfunk. Krumbholz war 2005 Mitglied der Jury für den Lessing-Preis der Freien und Hansestadt Hamburg. Bei der Verleihung der Fördergabe für Literatur des Bezirksverbandes Pfalz 2006 hielt er die Laudatio für Jörg Matheis. Bei der Verleihung des Walter-Hasenclever-Literaturpreises der Stadt Aachen 2008 hielt er die Laudatio für Christoph Hein. Krumbholz war 2010 Mitglied in der Jury für das Theatertreffen NRW am Düsseldorfer Schauspielhaus und in der Jury für den Hasenclever-Literaturpreis der Stadt Aachen und ist seit 2010 in der Förderpreisjury für Literatur der Landeshauptstadt Düsseldorf. 2012 war er auch Jurymitglied beim NRW-Theatertreffen am Schauspielhaus Oberhausen. Im September 2012 erfuhr sein Theaterstück Hotel Bogota die Uraufführung im Staatstheater Darmstadt.
Martin Krumbholz lebt heute in Düsseldorf und hat eine Tochter.

## Werke (Auswahl)
- Ironie im zeitgenössischen Ich-Roman: Grass – Walser – Böll. Fink, München 1980, ISBN 3-7705-1917-5.
- Gedanken-Striche. Versuch über „Die Marquise von O…“. In: Heinz Ludwig Arnold (Hrsg.): Heinrich von Kleist. Text + Kritik Sonderband., München 1993, ISBN 3-88377-440-5, S. 125–133.
- Hölle, Jahrmarkt, Garten Eden. Zum dramatischen Werk Else Lasker-Schülers. In: Text und Kritik. 122, München 1994, ISBN 3-88377-463-4, S. 42–54.
- "Else Lasker-Schüler: Die Wupper", in: Interpretationen, Dramen des 20. Jahrhunderts, Band 1, Reclam, Stuttgart, 1996, ISBN 3-15-009460-7, 432 Seiten
- Du bist also ein glorioses Nichts. Gespräch mit Martin Walser. In: Ich habe ein Wunschpotential. Suhrkamp TB 2975, Frankfurt 1998, ISBN 3-518-39475-4, S. 101–108.
- Februar. In: Krachkultur 11/2007
- Juli. In: Sommerfrische, Zeitschrift für Literatur Nr. 59, 2011, ISBN 978-3-89126-559-8
- Hotel Bogotá, Theaterstück, Drei Masken Verlag, 2011
- Suche den Ernst! Marginalien zum Ende des ironischen Zeitalters. In: NZZ. 1. April 2000. (PDF-Datei; 22 kB)
- dON Juan, Theaterstück, Drei Masken Verlag, 2012
- Eine kleine Passion, Roman, Ch. Schroer Verlag, 2013